# チャン・ヒジン
チャン・ヒジン（朝鮮語: 장희진、1983年5月9日 - ）は、韓国の女優。

## 俳優活動
建国大学校映画芸術学部卒業。2003年に、韓国版の『marie claire』などのファッション雑誌モデルとしてデビュー。2017年のテレビドラマ『あなたはひどいです』では、体調不良で降板したク・ヘソンの代役として出演した

## 出演作品

### テレビドラマ
- ノンストップ5（2004年、MBC） - 本人役
- 名家の娘ソヒ（2004年、SBS） - イ・ヤンヒョン役
- 乾パン先生とこんぺいとう（2005年、SBS） - オ・ウンビョル役
- MBCベスト劇場 - ある素敵な日（2005年、MBC）
- 失恋復讐専門家　Miss・チョ（2008年、SBS） - チョ・ソンジュ役
- ソウル武勇伝（2008年、MBC） - ソ・チョンビ役
- テヒ、ヘギョ､ジヒョン（2009年、MBC） - 本人役
- 私と一緒に地獄に来て（2009年、SBS） - スジン役
- テレビ小説 - 離れの客とお母さん（2011年、KBS1）
- ラブ・ミッション（2011年、KBS2） - チョ・イナ役
- What's up （2011年、MBN） - ウン・チェヨン役
- ビッグ 〜愛は奇跡〜（2012年、KBS2） - イ・セヨン役
- いとしのソヨン（2012年、KBS2） - チョン・ソヌ役
- 3度結婚する女（2013年、SBS） - イ・ダミ役
- KBSドラマスペシャル - 3人の女性暴走（2014年、KBS2）
- 夜を歩く士（2015年、MBC） - スヒャン役
- アチアラの秘密（2015年、SBS） - キム・ヘジン役
- 魔女宝鑑（2016年、JTBC） - 王妃シム氏役
- 空港に行く道（2016年、KBS2） - キム・ヘウォン役
- 内省的なボス（2017年、tvN） - ソ・ヨンジョン役
- あなたはひどいです（2017年、MBC） - チョン・ヘダン役
- そんな長い別れ（2018年、KBS2） - チョン・イナ役
- バベル～愛と復讐の螺旋～（2019年、TV朝鮮） - ハン・ジョンウォン役
- 悪の花（2020年、tvN） - ト・へス役
- 赤い袖先（2021年、MBC） - 王妃キム氏役
- パンドラ：操作された楽園（2023年、tvN） - コ・ヘス役
- ジョンニョン: スター誕生（2024年、tvN） - ホンメ役

### 映画
- アパートメント（2006年） - ユヨン役
- 家門の復活（2006年） - アン・ジュリ役
- 暴力サークル（2006年）
- 映画は映画だ（2008年）
- 血闘（2011年）
- 私の少女（2014年）
- コンフェッション　友の告白（2014年）